# FNSS Pars
A Pars (törökül az Perzsa leopard elnevezése) egy török kerekes harcjárműcsalád, amelyet a török FNSS vállalat fejleszt és gyárt. A Parsnak létezik 4×4, 6×6 és 8×8 kerékképletű változata is. A középmotoros kialakítású harcjármű sokféle fegyverzettel látható el, így többféle feladatot is elláthat. Jelenleg 4 ország hadereje döntött a rendszeresítésük mellett.
A típus legújabb "Alpha" változata a 8×8-as harcjárművekre jellemző orrmotoros kialakítással készül.